# Herman II van Weimar-Orlamünde
Herman II van Weimar-Orlamünde (circa 1184 - 27 december 1247) was van 1206 tot 1247 graaf van Weimar-Orlamünde. Hij behoorde tot het huis Ascaniërs.

## Levensloop
Hij was de jongere zoon van graaf Siegfried III van Weimar-Orlamünde en Sophia van Denemarken, dochter van koning Waldemar I van Denemarken.
Na de dood van zijn vader werd Herman II in 1206 samen met zijn oudere broer Albrecht II graaf van Weimar-Orlamünde. De broers kwamen in conflict met het landgraafschap Thüringen toen Thüringen de burcht Schauenforst tussen de stedenOrlamünde en Rudolstadt bezette en in 1214 werd Herman II zelfs korte tijd gevangengenomen door landgraaf Herman I van Thüringen. 
Ook met diens zoon Lodewijk IV streden beide broers. Herman II kon zich echter afzetten van de constante bemoeienis van de landgraven van Thüringen door de stad Weimar op te richten en het cisterciënzersklooster Oberweimar te laten bouwen. Ook had hij een vete met het huis Hohenstaufen, waarmee hij bijdroeg aan de verzwakking van deze dynastie. 
De gebieden van Herman II waren ook niet-aaneengesloten, wat het complex maakte om zijn graafschap te besturen. Dit was deels de oorzaak dat de zonen van Herman II, Herman III en Otto II, rond 1265 het graafschap Weimar-Orlamünde verdeelden.

## Huwelijk en nakomelingen
Herman II huwde met prinses Beatrix van Andechs-Meranië, dochter van hertog Otto I van Meranië. Ze kregen volgende kinderen:
- Herman, werd geestelijke
- Herman III (1230-1283), graaf van Weimar-Orlamünde en graaf van Orlamünde
- Albrecht III (overleden tussen 1283 en 1293)
- Otto III (1244-1285), graaf van Weimar-Orlamünde en graaf van Weimar
- Sophia (overleden voor 1258), huwde met graaf Hendrik VIII van Weida
- Otto (overleden in 1308), domheer van Würzburg